# Réforme de l'orthographe française
Une réforme de l'orthographe française est un changement de la manière d'écrire le français décrété par une autorité publique, généralement chargée de l'enseignement.
Leur origine remonte au XIVe siècle, lorsque des nécessités administratives ont demandé une codification du français. La question de la codification et des réformes apportées à l'orthographe s'est posée de plus belle avec l'imprimerie.
En 1635, Richelieu fonde l'Académie française avec la mission pour ses membres de normaliser la langue française. 
La dernière réforme de l'orthographe date de 1990 et a fait l'objet de plusieurs circulaires en France, en Belgique, en Suisse ou encore au Canada.

## Historique
Les réformes orthographiques du français ont toujours été étroitement associées à la politique. L'adoption du français comme langue royale, en remplacement du latin a déclenché chez les clercs une réaction qui s'est traduite par la mise en place d'une orthographe raisonnée du moyen français se référant aux origines latines de la langue,.

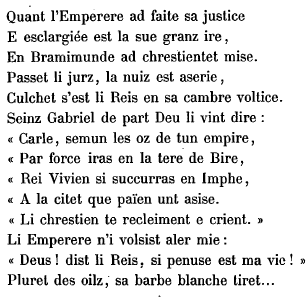
Derniers vers de la Chanson de Roland. L'orthographe de l'ancien français rend compte de la prononciation de l'époque, contrairement à celle du français moderne.

Tout commence au XIVe siècle avec l’adoption, par le gouvernement royal, du français en tant que langue administrative. Avec l'avènement de Philippe VI au trône, l'usage du français s'élève à 80 % des chartes. Après une brève interruption et un retour au latin durant le règne de Jean II (1350-1364), le français redevient majoritaire dès les années 1360. Cependant, l'Église, mais surtout les clercs et les juristes chargés d'enregistrer les actes royaux constituent un bastion de résistance à l'usage du français. Si les bénéficiaires laïcs des chartes du roi de France soutiennent l'usage du français, la caste des clercs, qui considère l'aspect historique de la langue s'accroche en revanche à l'usage du latin : au fur et à mesure qu'ils ont été forcés d'abandonner le latin pour le français, les officiers ministériels se sont donc rattrapés en se mettant à en conserver les marques de latinisation de l'orthographe.
L'adoption du français comme langue royale se traduit par une rationalisation et une unification de l'orthographe jusqu'ici chaotique de l'ancien français (pour cœur par exemple on trouve les graphies quors, cuer et quers). Alors que la graphie originelle du français est davantage conforme à la phonétique (celle supposée de l'époque puisque les preuves ne sont pas patentes) et parfois arbitraire, elle est progressivement latinisée dans une tentative d'aboutir à une « orthographe étymologique ». Ce qui n'est pas le cas pour le mot cœur[Quoi ?] qui vient du latin cor, cordis (voir Gaffiot). L’Académie française[Quoi ?] fige ensuite définitivement cette nouvelle norme graphique qu’elle appelle « orthographe ancienne » puisque procédant du latin classique, sans tenir compte du fait que la Chanson de Roland, qui est le plus vieux texte littéraire complet du français, a une orthographe totalement différente — il épelle par exemple ki « qui » ou e « et » (cf. castillan ancien et italien e), etc. — ni du fait que le latin employait une orthographe phonétique. Sont ajoutées alors des lettres ne se prononçant pas devant les consonnes : là où l'ancien français écrivait tens, le moyen français crée « temps », le p rappelant son étymon latin tempus ; à partir de pois, le moyen français crée « poids », le d rappelant la forme latine pondus, ce qui constitue une erreur d'étymologie puisque le français « poids » procède du gallo-roman *PESU (< latin pensum, italien peso « poids »), d'où « peser » et non pas de *PONDU, mais elle distingue entre tous les homophones (ex : pois, poix) ; puis devient en moyen français « puits », le t évoquant la forme latine puteus, ce qui n'est pas tout à fait l'étymon, mais n'est, dans ce cas, pas contraire à l'attraction qu'a exercé le vieux bas francique *putti, phonétiquement proche, etc. L'immense majorité des singularités orthographiques du français moderne est étymologiquement justifiée et se rapproche partiellement du latin classique à l'origine du latin vulgaire dont descend le français. On trouve d'autres exemples qui montrent les limites d'une orthographe étymologique. Ainsi, sçavoir (saver en ancien français) était censé se rattacher au latin scire jusqu'à ce qu'on s'aperçoive qu'il était issu du bas-latin sapere (cf. italien sapere) et qu'on enlève, tardivement, le ç parasite. Un autre exemple est fourni par le mot « homme » écrit souvent sans h- en ancien français (cf. italien uomo), on restitue systématiquement h- étymologique, conformément à l'étymologie du terme, à savoir le latin homo, en revanche, le pronom personnel indéfini « on » qui procède du même étymon latin homo, forme atone, se voit privé de son h- initial tel qu'il apparaît dans certains textes d'ancien français.

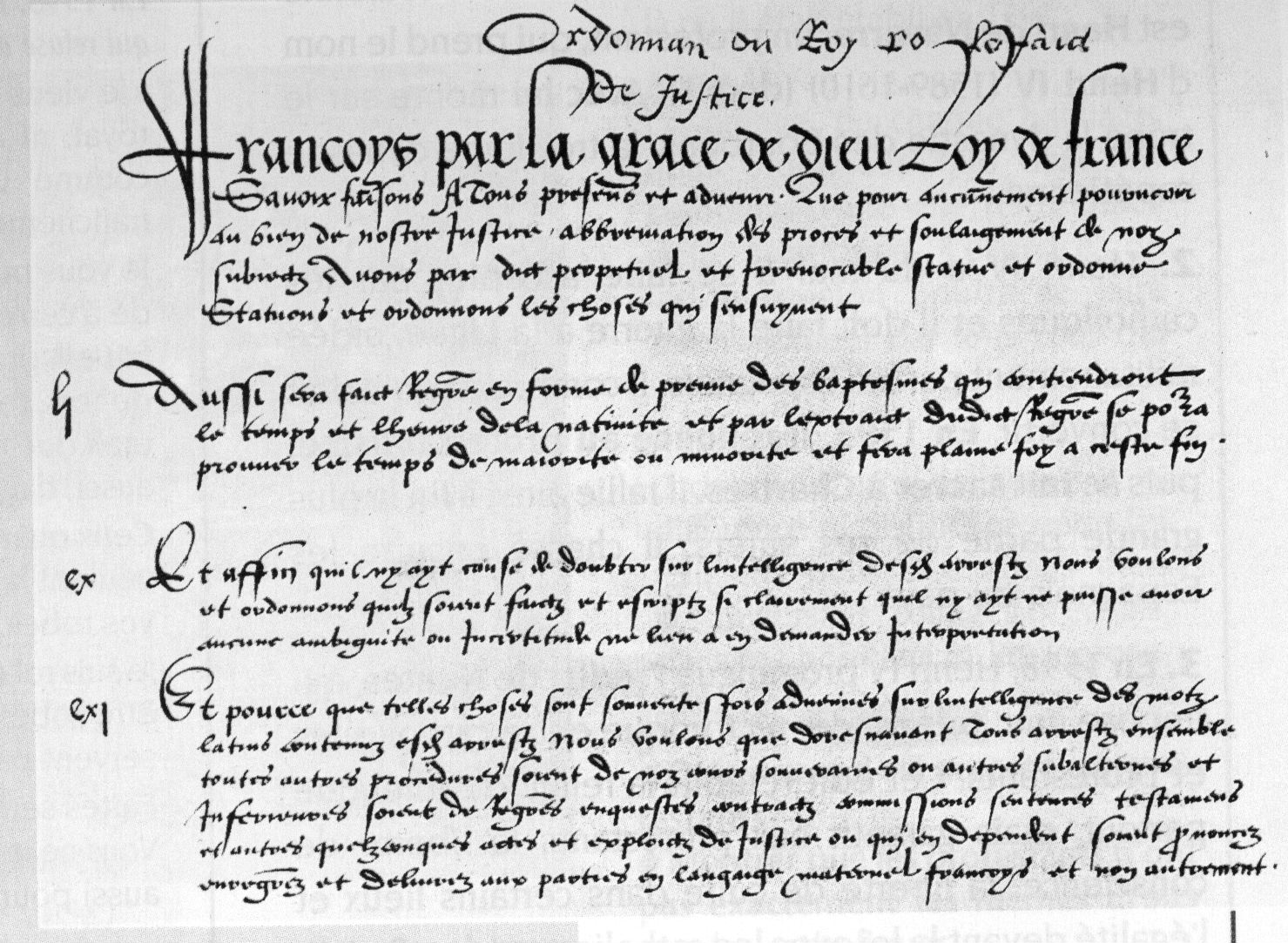
L'ordonnance de Villers-Cotterêts. L'orthographe a été rendue étymologique.

Lorsque François Ier va promulguer sa célèbre ordonnance de Villers-Cotterêts en août 1539, c'est l'usage du « françoys » qu'il impose. L'invention de l'imprimerie, instrument de popularisation de l'écrit, ne contribuera pas non plus à restituer à la langue française sa graphie phonétique originelle ; au contraire, elle a suscité des inquiétudes concernant les éventuels « dangers » d'une dissémination incontrôlée du français à l'écrit. Par exemple, Henri Estienne, imprimeur, mais également philologue, et surtout helléniste, n'a pas caché son mépris pour ce qu'il nommait le « François de la maigre orthographe » puisque selon lui, le français ne descend même pas du latin, mais du grec : « Car ce François ainſi deſguiſé, en changeant de robe, a quant-et-quant perdu (pour le moins en partie) l’accointance qu’il auoit auec ce beau & riche langage Grec ».
Les tentatives de l’auteur de la première grande grammaire du français (1550), Louis Meigret de simplifier l’orthographe française en favorisant une orthographe phonétique, ne purent réussir face aux polémiques soulevées par des opposants. Une fois imposé le principe d’une graphie censément étymologique, l'orthographe française n'a jamais cessé d'évoluer, suivant le principe que l'usage détermine la règle.
En 1668, Louis de Lesclache propose dans son ouvrage, Les véritables règles de l'ortografe francéze ou L'art d'aprandre an peu de tams à écrire côrectement, une réforme phonétique, qui reste sans postérité. L'abbé Dangeau (1643-1723), membre de l'Académie, fit également des tentatives radicales pour simplifier l'orthographe, mais sans succès. Toutefois, quelques-unes de ses préconisations furent adoptées au cours du siècle suivant.

### AuxXVIIIeetXIXesiècles
En 1718, la 2e édition du Dictionnaire de l'Académie française adopte définitivement les lettres J et V et les différencie du I et du U.

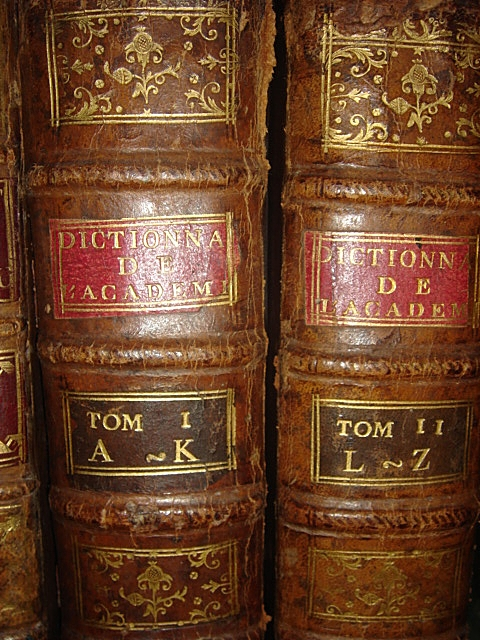
La quatrième édition du Dictionnaire de l'Académie française : distinguer les « hommes de lettres des ignorants et des femmes simples ».

En 1740, la 3e édition du Dictionnaire de l'Académie française change un tiers de l'orthographe des mots et fixe les accents : par exemple, « throne, eſcrire, fiebvre » deviennent respectivement « trône, écrire, fièvre, etc. ».
Au début du XIXe siècle, l'orthographe se fixe et, contrairement aux autres pays romans, c'est le courant étymologiste qui prévaut et non pas phonétique. Dans son ouvrage Des Tropes (1730) le « grammairien des lumières » Du Marsais préconise et applique une orthographe systématiquement simplifiée en dépit de l'autorité de l'auteur, qui rédige tous les articles de grammaire et de linguistique de l'Encyclopédie jusqu'à son décès en 1757. Cette tentative ne sera pas renouvelée.
De nombreuses modifications apparaissent dès la fin du XVIIIe siècle. Par exemple « j'avois » devient progressivement « j'avais ». Les tenants de l'Ancien Régime affectent souvent une orthographe surannée, tandis que les modernistes utilisent l'orthographe nouvelle. Sous Napoléon, l'Académie adopte quelques nouveautés, notamment sous l'influence de Domergue.
Deux réformes importantes interviennent au cours du XIXe siècle. La première est la réforme de l'orthographe française de 1835, avec la 6e édition du Dictionnaire de l'Académie française : on écrit désormais le t au pluriel dans les mots du type « enfans » et, dans la conjugaison, « oi » devient « ai ». La seconde est la réforme de l'orthographe française de 1878, avec la 7e édition du Dictionnaire de l'Académie française : on remplace certains « ë » par des « e » accentués comme dans « poëte ».

### AuXXesiècle
Au début du XXe siècle, le trait d'union remplace l'apostrophe dans les mots composés à partir de « grand » tels que « grand-mère » ou « grand-messe ».
Georges Leygues, ministre de l'Instruction publique, arrête le 26 février 1901 que plusieurs usages reconnus par l'Académie française doivent être réduits à une forme simplifiée lors des concours publics,. Cependant, devant l'opposition de l'Académie française et une campagne de presse hostile à cet arrêté, il sera abandonné,, excepté quelques « simplifications » qui seront acceptées comme l'absence de tiret à certains nombres composés.
En 1976 est publié l'arrêté Haby, qui impose aux examinateurs lors des concours nationaux plus de tolérance vis-à-vis des étudiants lors des concours nationaux à l'égard des tirets ou de certains accents.
Des documents officiels sur la féminisation des noms de métiers en français sont publiés en 1979 au Québec, en 1986 et en 1999 en France, et en 1993 en Belgique francophone. La féminisation est un phénomène qui touche la langue mais aussi, dans certains cas, l'orthographe : par exemple, le féminin de certains métiers est toléré par l'administration, contre l'avis de l'Académie française qui se revendique seule instance gardienne de la langue.

#### Les rectifications de 1990
En octobre 1989, Michel Rocard, alors Premier ministre de la France, met en place le Conseil supérieur de la langue française à Paris. Il charge alors des experts — parmi lesquels des linguistes, des représentants de l'Académie française et des grands fabricants de dictionnaires — de proposer des régularisations sur quelques points (le trait d'union, le pluriel des mots composés, l'accent circonflexe, le participe passé, diverses anomalies).
Rapidement, les experts se mettent au travail. Leurs conclusions sont soumises aux organismes de politique linguistique belge et québécois. Elles sont également soumises à l'Académie française, qui les avalise à l'unanimité, tout en précisant :

« L’orthographe actuelle reste d’usage, et les « recommandations » du Conseil supérieur de la langue française ne portent que sur des mots qui pourront être écrits de manière différente sans constituer des incorrections ni être considérés comme des fautes. »

Les rectifications sont alors publiées au Journal officiel en décembre 1990.

## Art
Le thème de l'orthographe française inspire les artistes, comme Pierre Perret et sa chanson La réforme de l’orthographe, ou la création d'un spectacle des enseignants Arnaud Hoedt et Jérôme Piron, qui commence par une partie d'un texte de Voltaire dans son Dictionnaire philosophique : « L'orthographe de la plupart des livres est ridicule... L'habitude seule peut en supporter l'incongruité »,,.